# Тејер (Илиноис)
Тејер (енгл. Thayer) град је у америчкој савезној држави Илиноис.

## Демографија
По попису из 2010. године број становника је 693, што је 57 (-7,6%) становника мање него 2000. године.
| Група             | 2000.       | 2010.       |
| Белци             | 741 (98,8%) | 680 (98,1%) |
| Афроамериканци    | 1 (0,1%)    | 3 (0,4%)    |
| Азијати           | 0 (0,0%)    | 0 (0,0%)    |
| Хиспаноамериканци | 6 (0,8%)    | 6 (0,9%)    |
| Укупно            | 750         | 693         |